# Fête des fleurs (Matisse)
Fête des fleurs est un tableau réalisé par le peintre français Henri Matisse en 1923. Cette huile sur toile est un paysage urbain qui représente un corso sur la promenade des Anglais, à Nice. La scène y est figurée depuis le balcon d'un hôtel, d'où la fille de l'artiste Marguerite Matisse et son modèle Henriette Darricarrère se tiennent prêtes à jeter des fleurs sur les participants. Passée par la galerie Bernheim-Jeune, à Paris, l'œuvre est  conservée depuis 1928 au Cleveland Museum of Art, à Cleveland, dans l'Ohio, aux États-Unis.
D'autres versions du même thèmes sont conservées au Baltimore Museum of Art et au Kunstmuseum Bern.

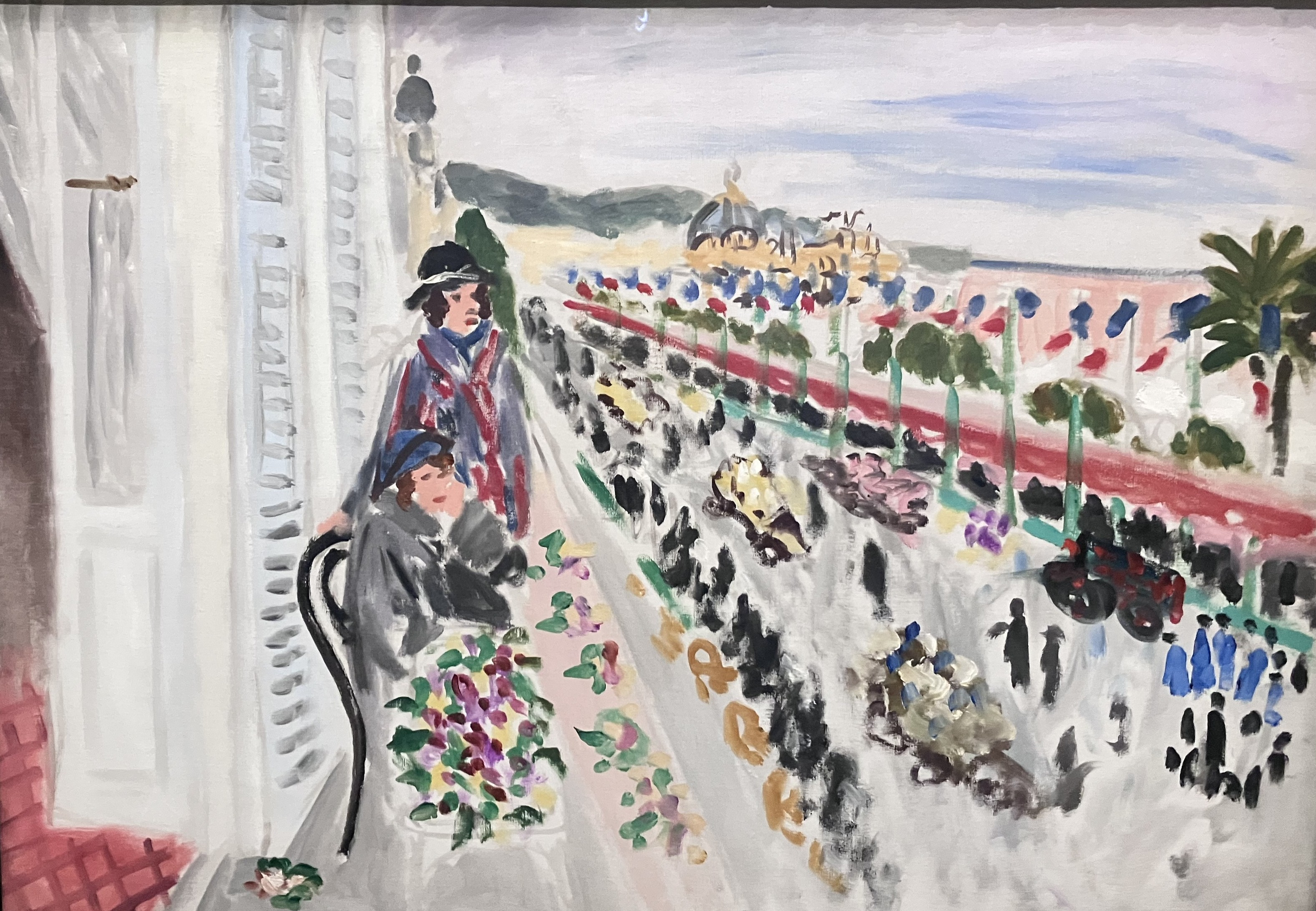
La Fête des fleurs, Nice au Baltimore Musem of Art

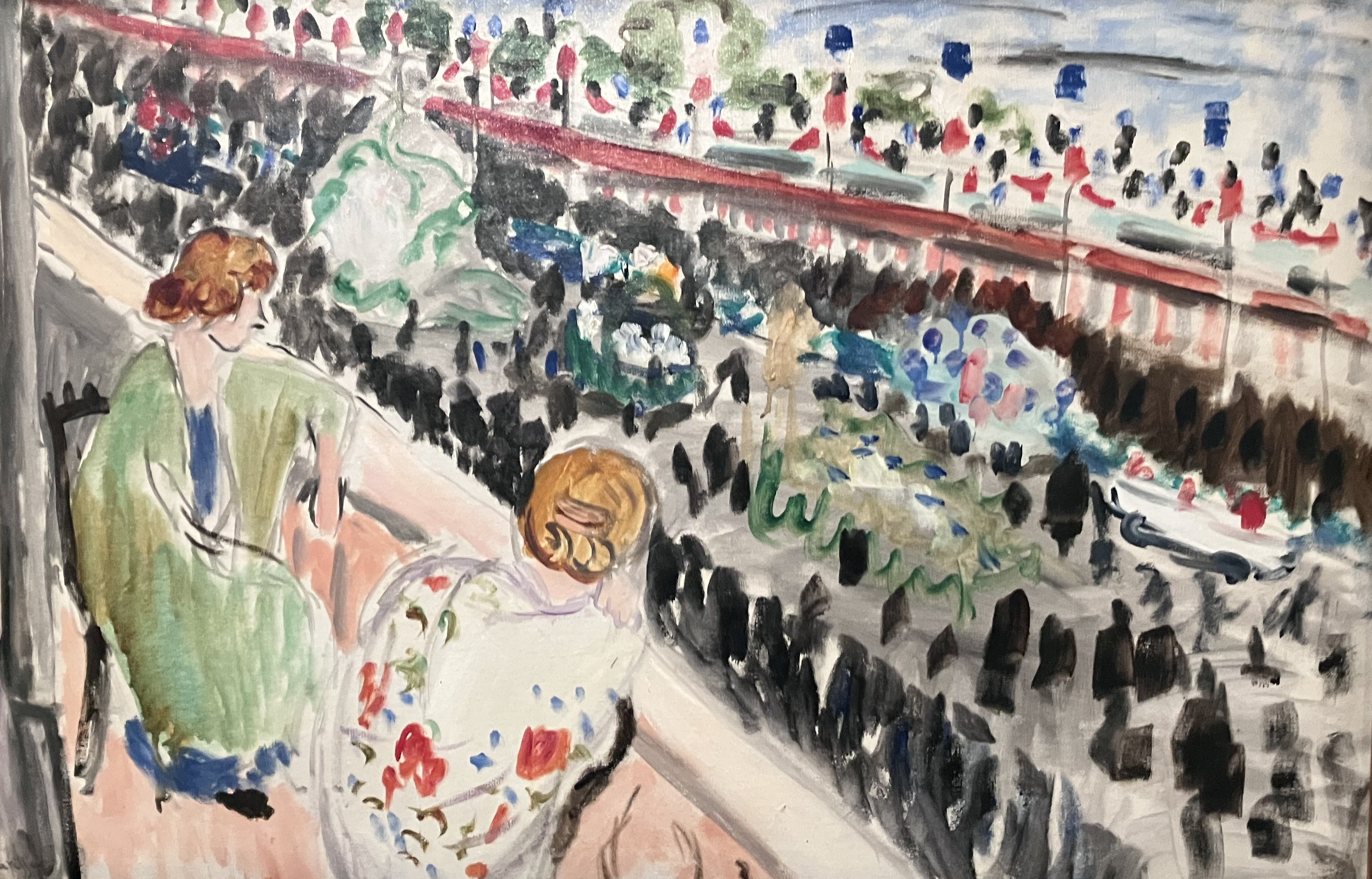
La Fête des fleurs au Kunstmuseum Bern